# Jacob van Campen
Jacob van Campen (* 2. Februar 1596 in Haarlem (Niederlande); † 13. Dezember 1657 auf Gut Randenbroek bei Amersfoort; auch Jacob Pietersz van Campen) war ein bedeutender niederländischer Maler und Architekt.

## Biografie

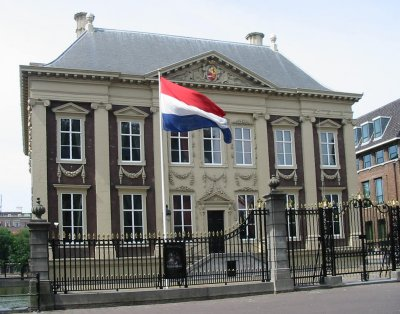
Das von Jacob van Campen zusammen mit Pieter Post entworfene Mauritshuis in Den Haag

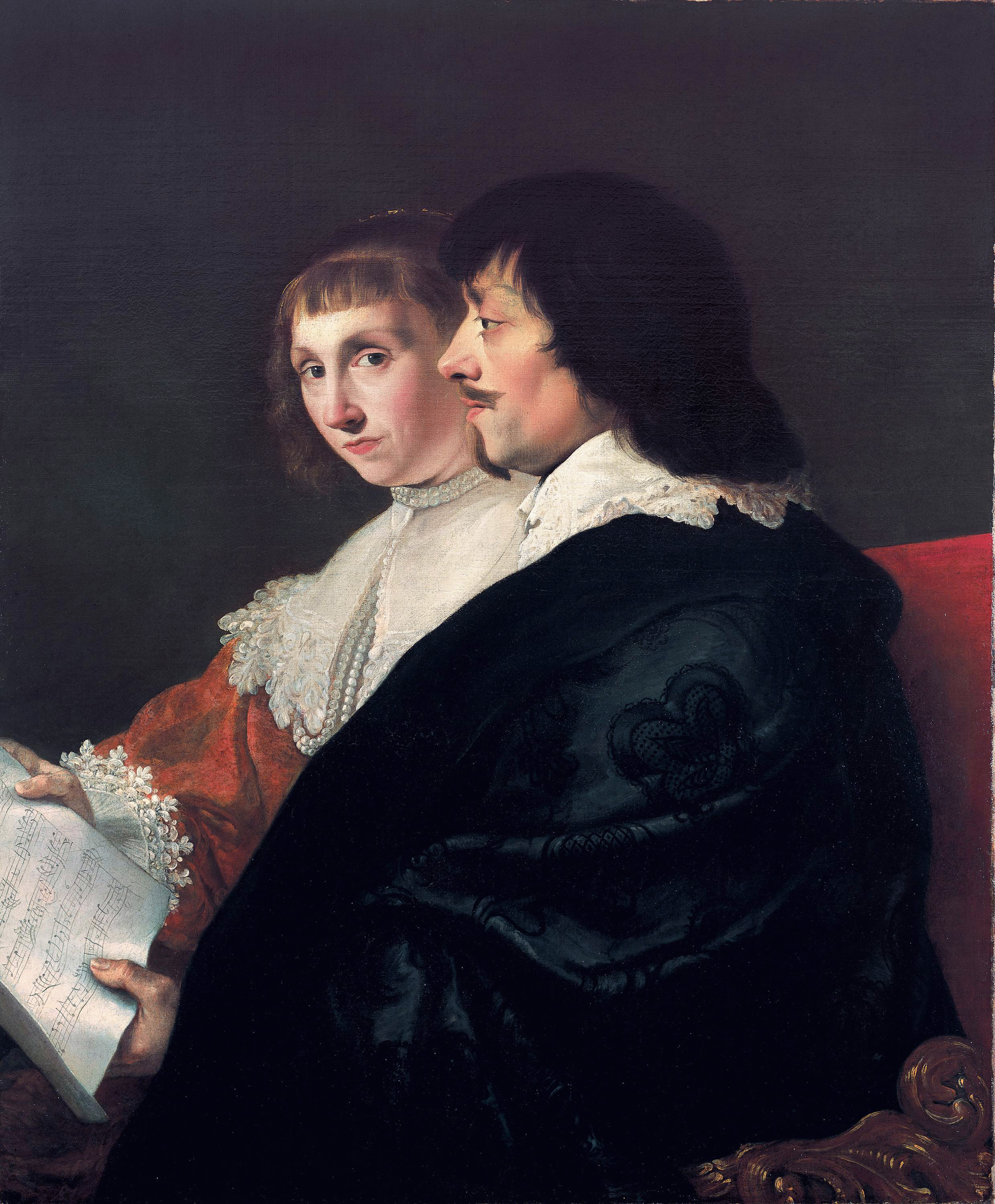
Doppelporträt von Constantijn Huygens (1596–1687) und seiner Frau von Jacob van Campen im Mauritshuis

Jacob van Campen wurde 1596 im holländischen Haarlem in einer reichen und vornehmen Adelsfamilie geboren. Zunächst betätigte er sich als Maler und machte eine Ausbildung in Rom. Er trat 1614 der St. Lucas Gilde bei. Hier wurde er aber zur Architektur gezogen und war zukünftig als Architekt erfolgreich. Mit seinem strengen, klare antikisierende Formen bevorzugenden Stil überwand er die bis dahin im niederländischen Manierismus und Frühbarock übliche kleinteilige Übertragung klassischer Einzelformen auf eine überkommene Baugestalt. So wurde Jacob van Campen Begründer und bedeutender Vertreter des nordniederländischen Klassizismus. Aufgrund seiner Herkunft war er finanziell unabhängig und konnte sich seine Auftraggeber und Aufträge aussuchen. Nach einem Italienaufenthalt von 1615 bis 1621 entwarf er im Jahre 1625 das Coymanshaus in Amsterdam, bei dem er bereits den Proportionslehre des berühmten Andrea Palladio folgte, während sich die Detailformulierungen an den venetianischen Architekten und Palladio-Nachfolger Vincenzo Scamozzi anlehnten. In den 1630er Jahren gehörte van Campen zum kunstsinnigen Kreis um Constantijn Huygens, Sekretär des Statthalters Friedrich Heinrich (Frederik Hendrik).

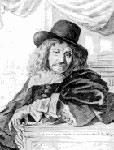
Jacob van Campen (1630)

Die Architektur des sogenannten Goldenen Jahrhunderts der Niederlande zeigt sich bei van Campen strenger, italienischer als die des vorangegangenen. Das früheste niederländische Landhaus im Stil des Palladianismus stammt von van Campen, nämlich das Huis ten Bosch in Maarssen an der Vecht, Provinz Utrecht (nach 1627). Ein weiteres bedeutendes Bauwerk in diesem Stil ist das Privathaus für Johan Maurits von Nassau, das Mauritshuis im Haag (1634–1644), welches das palladianische Schema des Herrenhauses einer Villa an allen vier Fassaden variiert. Van Campen hat auch die Reformierte Kirche (Hervormde Kerk) in Renswoude, Provinz Utrecht (1639–1641), und die Nieuwe Kerk (ebenfalls reformiert) in Haarlem (1645–1649) entworfen.
Das Meisterwerk des Architekten Jacob van Campen ist das 1642 bis 1648 errichtete ehemalige Amsterdamer Rathaus (stadhuis) am Dam, in dem sich heute der Königliche Palast befindet. Es demonstrierte die Vormachtstellung der Stadt Amsterdam in der einflussreichsten Provinz (Holland) der niederländischen Generalstaaten. Es ist zugleich der größte Bau dieser Art in seiner Zeit. Die äußere Erscheinung verbindet Elemente des französischen Schlossbaus (Pavillon-Trakt-System) mit einer palladianisch geprägten Akzentuierung der Mitte (Risalit mit Dreiecksgiebel). Über einem querrechteckigen, gitterförmigen Grundriss sind die Dienstzimmer und Empfangsräume um Korridore zu beiden Seiten des zentralen Bürgersaals angeordnet. Dieser große, tonnengewölbte Saal geht durch die volle Tiefe und Höhe des Gebäudes. Bei dem Rathausbau wurde van Campen seinem Ruf auch als Baumeister gerecht. Das Rathaus musste durch Einsenkung von 13.659 Pfählen in den sumpfigen Boden gegründet werden – eine ingenieurtechnische Meisterleistung.
Auch am Bau von Schloss Huis ten Bosch bei Den Haag und Palais Noordeinde im Haag war van Campen beteiligt. Am 29. Juli 1655 wurde der erste Teil des Gebäudes von den Stadtoberen in Gebrauch genommen. Van Campen werden überdies die Mausoleen der Admirale Galen und Tromp zugerechnet.
Gemälde van Campens befinden sich unter anderem im Rijksmuseum Amsterdam, im Mauritshuis (Den Haag), in Huis ten Bosch (Den Haag) sowie im Rathaus und in der Sint-Joriskerk zu Amersfoort.